# Ли Кён Чхоль
Ли Кён Чхоль (кор. 리경철; род. 8 марта 1979) — северокорейский бегун-марафонец, выступавший на международном уровне в 2001—2006 годах. Победитель и призёр ряда крупных международных стартов, участник чемпионата мира в Хельсинки.

## Биография
Ли Кён Чхоль родился 8 марта 1979 года.
Впервые заявил о себе на марафонской дистанции в сезоне 2001 года, когда с результатом 2:18:37 занял 13-е место на домашнем Пхеньянском марафоне.
В 2002 году показал 19-й результат на Пхеньянском марафоне (2:22:04).
В 2003 году закрыл десятку сильнейших Сямыньского марафона (2:18:06). Будучи студентом, представлял КНДР на Всемирной Универсиаде в Тэгу, где в зачёте полумарафона с результатом 1:07:05 занял 14-е место. Позднее также показал 13-й результат на марафоне в Палермо (2:23:16).
В 2004 году был 22-м на Сямыньском марафоне (2:20:00), шестым на Пхеньянском марафоне (2:18:07), третьим на Пекинском марафоне (2:15:24), четвёртым на Макаоском международном марафоне (2:19:45).
На Пхеньянском марафоне 2005 года превзошёл всех соперников и установил свой личный рекорд — 2:11:36. Благодаря этому успешному выступлению удостоился права защищать честь страны на чемпионате мира в Хельсинки — в программе марафона показал время 2:20:35, расположившись в итоговом протоколе соревнований на 32-й строке. Позже финишировал четвёртым в полумарафоне на Восточноазиатских играх в Макао.
В 2006 году вновь одержал победу на Пхеньянском марафоне (2:13:15), бежал марафон на Азиатских играх в Дохе, где с результатом 2:23:46 финишировал девятым.